# Бовалон
Бовалон (фр. Beauvallon) насеље је и општина у источној Француској у региону Рона-Алпи, у департману Дром која припада префектури Валанс.
По подацима из 2011. године у општини је живело 1.589 становника, а густина насељености је износила 509,29 становника/km². Општина се простире на површини од 3,12 km². Налази се на средњој надморској висини од 131 метар (максималној 200 m, а минималној 120 m).

## Демографија
| 1962. | 1968. | 1975. | 1982. | 1990. | 1999. | 2011. |
| ----- | ----- | ----- | ----- | ----- | ----- | ----- |
| 424   | 481   | 975   | 1.614 | 1.519 | 1.685 | 1.589 |

График промене броја становника у току последњих година